# بيريزنيك
بيريزنيك (بالروسية: Березник) هي مدينة في مقاطعة أوبلاست أرخانغلسك في روسيا. يبلغ عدد سكانها حوالي 6440 نسمة.